# Pierre Chantraine
Pierre Chantraine (Lille, 15 de septiembre de 1899 - París, 30 de junio de 1974) fue un lingüista francés, uno de los mayores especialistas de la lengua griega.

## Biografía
Nació en Lille el 15 de septiembre de 1899. Agregado de universidad y doctor en letras, fue alumno de Antoine Meillet, de Joseph Vendryes y de Paul Mazon, por no mencionar a otras celebridades. Trabajó regularmente como crítico para la Unión de Universidades de Francia en las Éditions les Belles Lettres: hizo una edición crítica y tradujo el Económico de Jenofonte y la Índica de Flavio Arriano. 
Daría clase bastante tiempo en la Sorbona y en la École Pratique des Hautes Études, y figura entre los primeros estudiosos franceses en interesarse por el micénico desde que Michel Lejeune le convenció de la validez del desciframiento de John Chadwick y Michael Ventris, en 1954.
Ingresó en la Académie des inscriptions et belles-lettres francesa en enero de 1953. Falleció el 30 de junio de 1974.

## Principales obras
Tïtulo de sus obras que han sido fundamentales para el estudio del griego:
- Histoire du parfait grec ("Historia del perfecto griego")
- La formation des noms en grec ancien ("La formación de nombres en griego antiguo")
- Grammaire homérique, tomo 1 Phonétique et Morphologie, tomo 2 Syntaxe; ("Gramática homérica").
- Morphologie historique du grec ("Morfología histórica del griego"). Traducción española: Morfología histórica del griego (ed. Avesta, Reus, 1984). ISBN 9788474140361.
- Dictionnaire étymologique de la langue grecque, 1968 ("Diccionario etimológico de la lengua griega") y la edición puesta al día en Klincksiek, 1999, ISBN 2-252-03277-4. Disponible para su descarga en Archive.org.